# Mureș Mall
Mureș Mall este un centru comercial din Târgu Mureș, deschis la data de 30 noiembrie 2007. A fost construit în urma unei investiții de 15 milioane euro a companiei Matrix Investments, controlată de oamenii de afaceri Valentin Nicola și Sorin Ghițe, care dețin participații și în grupul Imofinance și care au făcut avere în urma vânzării Astral Telecom către UPC.
În 2024 , Mureș Mall din Târgu Mureș a fost cumpărat de Universitatea de Medicină, Farmacie, Științe și Tehnologie „George Emil Palade” din Târgu Mureș pentru a fi transformat în spații educaționale.